# Varl
Varl ist ein Ortsteil der Stadt Rahden im äußersten Norden von Nordrhein-Westfalen mit etwa 1700 Einwohnern.

## Lage
Das Gebiet von Varl liegt im Südwesten des Rahdener Gemeindegebietes, der Ort Varl etwa 2 km westlich von Rahden, das restliche Gebiet sind Streusiedlungen, die sich über die Felder und Wiesen verteilen. Südöstlich von Varl befindet sich das älteste Naturschutzgebiet Westfalens, der Schnakenpohl. Es handelt sich um einen Heideweiher, der seltene Fauna und Flora beherbergt.

## Klima
Im Jahr 2009 war Varl gemäß der Wetterbilanz des Deutschen Wetterdienstes mit 37,8 Grad Celsius (gemessen am 20. August 2009) der wärmste Ort in Deutschland.
Am 25. Juli 2019, dem Tag der bis dahin höchsten jemals gemessenen Temperaturen in Deutschland, war Varl mit 39,1 Grad der wärmste Ort in ganz Ostwestfalen-Lippe.

## Geschichte
Als offizielles Datum der Ortsgründung wird das Jahr 1270 angesehen. Anhand alter Steingräber erkennt man jedoch, dass es dort schon zuvor Ansiedlungen von Menschen gab. Bis zur Franzosenzeit gehörte Varl zur Vogtei Rahden im Amt Rahden des Fürstentums Minden. Von 1807 bis 1810 gehörte der Ort zum Kanton Rahden des napoleonischen Satellitenstaats Königreich Westphalen. Von 1811 bis 1813 gehörte Varl unmittelbar zu Frankreich und dort zur Mairie Rahden im Arrondissement Minden des Departements der Oberen Ems.
1816 kam der Ort zum neuen Kreis Rahden, aus dem 1832 der Kreis Lübbecke wurde. Bis zum 31. Dezember 1972 bildete Varl eine Gemeinde im Amt Rahden des Kreises Lübbecke. Am 1. Januar 1973 wurde Varl in die Stadt Rahden eingegliedert. Das westlich angrenzende Espelkamp erhielt elf Einwohner, die auf einer Fläche von 7 ha lebten. Zu dem südlich gelegenen Stemwede wechselten 60 ha mit drei Einwohnern.